# Liste der Baudenkmale in Kirchwalsede
In der Liste der Baudenkmale in Kirchwalsede sind alle Baudenkmale der niedersächsischen Gemeinde Kirchwalsede aufgelistet. Die Quelle der Baudenkmale ist der Denkmalatlas Niedersachsen. Der Stand der Liste ist der 15. November 2020.

## Allgemein
In den Spalten befinden sich folgende Informationen:
- Lage: die Adresse des Baudenkmales und die geographischen Koordinaten. Kartenansicht, um Koordinaten zu setzen. In der Kartenansicht sind Baudenkmale ohne Koordinaten mit einem roten Marker dargestellt und können in der Karte gesetzt werden. Baudenkmale ohne Bild sind mit einem blauen Marker gekennzeichnet, Baudenkmale mit Bild mit einem grünen Marker.
- Bezeichnung: Bezeichnung des Baudenkmales
- Beschreibung: die Beschreibung des Baudenkmales. Unter § 3 Abs. 2 NDSchG werden Einzeldenkmale und unter § 3 Abs. 3 NDSchG Gruppen baulicher Anlagen und deren Bestandteile ausgewiesen.
- ID: die Objekt-ID des Baudenkmales
- Bild: ein Bild des Baudenkmales, ggf. zusätzlich mit einem Link zu weiteren Fotos des Baudenkmals im Medienarchiv Wikimedia Commons. Wenn man auf das Kamerasymbol klickt, können Fotos zu Baudenkmalen aus dieser Liste hochgeladen werden:

## Kirchwalsede

### Gruppe: Kirchhof Kirchwalsede
Die Gruppe „Kirchhof Kirchwalsede“ hat die ID 31019327.

| Lage                                | Bezeichnung | Beschreibung | ID       | Bild           |
| ----------------------------------- | ----------- | --- | -------- | -------------- |
| Im Dorfe 53° 1′ 16″ N, 9° 23′ 38″ O | Kirche      | Die Feldsteinkirche wurde als Saalbau um 1150 errichtet und um 1300 mit einem Westturm ergänzt.                              | 31026709 | Weitere Bilder |
| Im Dorfe 53° 1′ 17″ N, 9° 23′ 38″ O | Kirchhof    | Die Grünfläche vor der Kirche ist mit einer Backsteinmauer eingefriedet und birgt Gräber aus dem ausgehenden 19. Jahrhundert | 31026730 | Weitere Bilder |

### Gruppe: Mühlenanwesen
Die Gruppe „Mühlenanwesen“ besteht aus der Wassermühle und den umgebenden Gebäuden aus dem 18. und 19. Jahrhundert. Die Gruppe hat die ID 31019341.

| Lage                                        | Bezeichnung                    | Beschreibung                                                                                                 | ID       | Bild |
| ------------------------------------------- | ------------------------------ | --- | -------- | ---- |
| Federlohmühlen 1 53° 2′ 3″ N, 9° 25′ 33″ O  | Speicher                       | Zweigeschossige Fachwerkspeicher vom Anfang des 18. Jahrhunderts mit Satteldach                              | 31026562 |      |
| Federlohmühlen 1 53° 2′ 1″ N, 9° 25′ 32″ O  | Wohn-/Wirtschaftsgebäude       | Backsteingebäude von 1846 auf Granitquadersockel mit Krüppelwalmdach und Quereinfahrt                        | 31026585 |      |
| Federlohmühlen 1 53° 2′ 2″ N, 9° 25′ 34″ O  | Wohn-/Wirtschaftsgebäude/Stall | Wohn-/Wirtschaftsgebäude von um 1810 in Fachwerk mit Krüppelwalmdach mit Uhlenloch, später Stall             | 31026606 |      |
| Federlohmühlen 3 53° 1′ 59″ N, 9° 25′ 31″ O | Speicher                       | Zweigeschossiger Fachwerkspeicher von 1753 auf Feldsteinsockel mit Satteldach, später Gesinde- bzw. Wohnhaus | 31026649 |      |
| Federlohmühlen 5 53° 1′ 59″ N, 9° 25′ 32″ O | Wassermühle                    | Fachwerkgebäude von 1789 mit Krüppelwalmdach , zum Mühlbach hohe Mauer aus Feldsteinen mit Mühlrad           | 31026627 |      |
| Federlohmühlen 53° 1′ 57″ N, 9° 25′ 33″ O   | Teich                          | Mühlteich, aufgestaut vom Mühlbach                                                                           | 31026861 |      |

### Einzelbaudenkmal
| Lage                                        | Bezeichnung    | Beschreibung | ID       | Bild |
| ------------------------------------------- | -------------- | --- | -------- | ---- |
| Wittorfer Straße 53° 1′ 10″ N, 9° 23′ 52″ O | Kriegerdenkmal | Der Granitobelisk auf einem mehrstufigen Aufbau wurde nach 1918 für die Gefallenen des Ersten Weltkrieges errichtet. | 54121902 | BW   |

### Ehemalige Baudenkmale
| Lage                                 | Bezeichnung              | Beschreibung | ID       | Bild |
| ------------------------------------ | ------------------------ | --- | -------- | ---- |
| Im Dorf 1 53° 1′ 17″ N, 9° 23′ 43″ O | Wohn-/Wirtschaftsgebäude | Das Zweiständer-Hallenhaus wurde Anfang des 19. Jahrhunderts unter einem Halbwalmdach errichtet und 2006 abgebrochen. Das Gebäude wurde dann aus dem Denkmalverzeichnis gestrichen. | 31026686 | BW   |
| Zum Loh 1 53° 1′ 24″ N, 9° 23′ 38″ O | Scheune                  | Mitte des 18. Jahrhunderts wurde die Ankerbalkenscheune mit Längsdurchfahrt errichtet und nach 2005 abgebrochen. Sie wurde daher aus dem Denkmalverzeichnis gestrichen.             | 31026751 | BW   |

## Rieckenbostel

### Gruppe: Hofanlage Dorfstraße 14
Die Gruppe „Hofanlage Dorfstraße 14 (Cohrs Hof)“ mit Gebäuden aus dem 17. bis 20. Jahrhundert hat die ID 38829298.

| Lage                                     | Bezeichnung              | Beschreibung | ID       | Bild |
| ---------------------------------------- | ------------------------ | --- | -------- | ---- |
| Dorfstraße 14 53° 2′ 14″ N, 9° 27′ 31″ O | Wohnhaus                 | Backsteingebäude von 1910 mit Drempel und Satteldach als Anbau an das Wohn-/Wirtschaftsgebäude                                                                                              | 38829313 |      |
| Dorfstraße 14 53° 2′ 13″ N, 9° 27′ 31″ O | Wohn-/Wirtschaftsgebäude | Zweiständer-Hallenhaus vom 1640 mit reetgedeckten Krüppelwalmdach | 31026772 |      |
| Dorfstraße 14 53° 2′ 12″ N, 9° 27′ 33″ O | Speicher/Scheune         | Fachwerkspeicher von 1758 mit Krüppelwalmdach, um 1900 umgebaut | 38829333 |      |
| Dorfstraße 14 53° 2′ 13″ N, 9° 27′ 34″ O | Scheune                  | Fachwerkscheune von 1910 mit drei Querdurchfahrten und Satteldach | 53874728 |      |
| Dorfstraße 14 53° 2′ 13″ N, 9° 27′ 30″ O | Stall                    | Backsteinstall für Schweine von um 1900 mit Quereinfahrt und Zwerchhaus mit Satteldach; seit 2023 wegen Veränderungen nicht mehr im Denkmalverzeichnis                                      | 53874338 | BW   |
| Dorfstraße 14 53° 2′ 12″ N, 9° 27′ 32″ O | Remise                   | Fachwerkremise vom Ende des 19. Jahrhunderts; seit 2023 wegen Veränderungen nicht mehr im Denkmalverzeichnis                                                                                | 53874676 | BW   |
| Dorfstraße 16 53° 2′ 12″ N, 9° 27′ 35″ O | Wohnhaus                 | Häuslingshaus des Cohrsschen Hofs von 1900 als Backsteingebäude (Querdielenhaus) mit Quereinfahrt mit einem Krüppelwalmdach; seit 2021 wegen Veränderungen nicht mehr im Denkmalverzeichnis | 50749297 | BW   |

### Einzelbaudenkmale
| Lage                                       | Bezeichnung | Beschreibung | ID       | Bild |
| ------------------------------------------ | ----------- | --- | -------- | ---- |
| Hasseler Weg 11 53° 2′ 20″ N, 9° 27′ 21″ O | Wohnhaus    | Das eingeschossige Fachwerkhaus mit Risaliten wurde 1909 unter einem Drempel und unter einem Satteldach errichtet. | 31026819 | BW   |
| Hasseler Weg 11 53° 2′ 20″ N, 9° 27′ 18″ O | Stall       | Der Fachwerkstall wurde 1732 auf einem Sockel und unter einem Halbwalmdach errichtet.                              | 31026796 | BW   |
| Sehlbruch 53° 2′ 24″ N, 9° 26′ 53″ O       | Stall       | Ende des 19. Jahrhunderts wurde der große Außenschafstall unter einem Halbwalmdach errichtet.                      | 31026840 | BW   |

## Einzelbaudenkmale
1. ↑  Denkmalatlas Niedersachsen

- Karte mit allen Koordinaten:
- OSM |
- WikiMap